# 李鸿彬
李鸿彬（1966年10月—），江苏南京人，汉族，中国共产党党员。中华人民共和国政治人物、第十三届全国人民代表大会江苏地区代表，南京外国语学校教学处副主任。

## 生平
2018年2月24日，当选为第十三届全国人大代表。